# Emiel Mellaard
Emiel Remco Mellaard (ur. 21 marca 1966 w Spijkenisse) – holenderski lekkoatleta, który specjalizował się w skoku w dal. Halowy mistrz i wicemistrz Europy

## Życiorys
Zdobył brązowy medal w skoku w dal na mistrzostwach Europy juniorów w 1985 w Chociebużu. Podczas swojego jedynego olimpijskiego startu w 1988 zajął 11. miejsce w finale. 
Zwyciężył na halowych mistrzostwach Europy w 1989 w Hadze, a rok później na halowych mistrzostwach Europy w Glasgow zdobył srebrny medal (wyprzedził go Dietmar Haaf z RFN).
Był mistrzem Holandii w skoku w dal w latach 1984–1988 i 1991, a w hali w 1989 i 1990. Jako pierwszy Holender skoczył ponad 8 metrów w dal (8,02 m uzyskane 26 czerwca 1987 w Amsterdamie. Czterokrotnie poprawiał rekord Holandii do wyniku 8,19 m (17 liupca 1988 w Groningen). Jest aktualnym (kwiecień 20025) halowym rekordzistą Holandii z rezultatem 8,23 m (5 lutego 1989 w Hadze).

## Osiągnięcia
| Rok  | Impreza                     | Miejsce   | Pozycja           | Wynik |
| ---- | --------------------------- | --------- | ----------------- | ----- |
| 1985 | Światowe igrzyska halowe    | Paryż     | 5. miejsce        | 7,78  |
| 1985 | Mistrzostwa Europy juniorów | Chociebuż | 3. miejsce        | 7,79  |
| 1986 | Mistrzostwa Europy          | Stuttgart | 4. miejsce        | 7,91  |
| 1987 | Halowe mistrzostwa Europy   | Liévin    | 12. miejsce       | 7,62  |
| 1987 | Mistrzostwa świata          | Rzym      | el. – 18. miejsce | 7,93  |
| 1988 | Halowe mistrzostwa Europy   | Budapeszt | 4. miejsce        | 7,84  |
| 1988 | Igrzyska olimpijskie        | Seul      | 11. miejsce       | 7,71  |
| 1989 | Halowe mistrzostwa Europy   | Haga      | 1. miejsce        | 8,14  |
| 1989 | Halowe mistrzostwa świata   | Budapeszt | el. – 16. miejsce | 7,42  |
| 1989 | Puchar Świata               | Barcelona | 4. miejsce        | 7,82  |
| 1990 | Halowe mistrzostwa Europy   | Glasgow   | 2. miejsce        | 8,08  |
| 1992 | Halowe mistrzostwa Europy   | Genua     | 6. miejsce        | 7,89  |
| 1993 | Halowe mistrzostwa świata   | Toronto   | 10. miejsce       | 6,77  |